# Laura Kinsale
Laura Kinsale (Misisipi, Luisiana, Estados Unidos, 1 de enero de 1950) es una escritora y geóloga estadounidense. Abandonó su profesión en la industria del petróleo para dedicarse a la escritura. De padre francés, vivió en una granja de alpacas.

## Biografía
Se graduó en Geología por la Universidad de Texas, en Austin. En 1985 apareció su primera obra que fue galardonada por el New York Times en la categoría de escritores norteamericanos a la "Novela romántica histórica" con El corazón escondido (The Hidden Heart). Ella y su marido David pasan el tiempo en Nuevo México y Texas.

## Obras
- Seize the Fire (Una dulce llama, 1985) Houghton Mifflin, ISBN 0030017440. 1988-89 RT Reviewers' Choice - Historical Special Achievement
- The Hidden Heart (El corazón escondido, 1986) Avon, ISBN 0380750082. 1985-86 RT Reviewers' Choice - First Historical Romance
- Uncertain Magic (Magia dudosa, marzo de 1987) Avon, ISBN 0380751402
- Midsummer Moon (Luna de agosto, noviembre de 1987) Avon, ISBN 0380753987
- The Prince of Midnight (El señor de la medianoche, 1990) Avon, ISBN 0380761300. Premio RITA Romance of 1990. 1990-91 RT Reviewers' Choice - Historical Romance
- The Shadow and the Star (Sombra y estrella, 1991) Avon, ISBN 0380761319
- Flowers From the Storm (Flores en la tormenta, 1992) Avon, ISBN 0739439383
- For My Lady’s Heart (Por el corazón de mi dama, 1993) Berkley, ISBN 0425206599
- The Dream Hunter (Sueños del desierto, 1994) Berkley, ISBN 0425144941
- My Sweet Folly (Una extraña locura, 1997) Doubleday, ISBN 1568652771
- Shadowheart (Corazón en sombras, 2004) Berkley, ISBN 042516232X. Premio RITA 2004 Long Historical Romance
- Lessons in French (El profesor de francés, 2010) Sourcebooks Casablanca, ISBN 1-4022-3701-4